# Schwante
Schwante ist ein Ortsteil der Gemeinde Oberkrämer im Landkreis Oberhavel in Brandenburg.

## Lage
Schwante liegt im östlichen Ländchen Glien, etwa zehn Kilometer Luftlinie westlich der Stadt Oranienburg und 30 Kilometer nordwestlich des Stadtzentrums von Berlin. Umliegende Ortschaften sind Germendorf im Nordosten, Leegebruch im Osten, Vehlefanz im Süden, Klein-Ziethen im Südwesten, Groß-Ziethen im Westen sowie Amalienfelde im Nordwesten. Zu Schwante gehören die Wohnplätze Kuckswinkel, Lindensiedlung, Neu-Schwante und Sommerswalde.
Durch Schwante verlaufen die Landesstraßen 17 und 170. Die Bundesautobahn 10, Anschlussstelle Oberkrämer, ist etwa vier Kilometer entfernt. Über seinen Haltepunkt an der Kremmener Bahn ist Schwante im Stundentakt mit Kremmen und Neuruppin in nördlicher Richtung und in südlicher mit Hennigsdorf verbunden, wo ein Anschluss besteht zur S-Bahn nach Berlin. Auf der Gemarkung des Ortes liegen der Schwanter See sowie Teile des Mühlensees, zudem liegen mehrere Fließe im Ortsgebiet. Der Schwanter Vorflutgraben bildet teilweise die Gemarkungsgrenze zu Vehlefanz.

## Geschichte
Erstmals urkundlich erwähnt wurde der damals noch ohne die Endung -e geschriebene Ort im Jahr 1355. Der Ortsname bedeutet „Ort am heiligen See“, eine mythologische Herkunft des Ortsnamens ist zu vermuten. Von etwa 1380 bis 1888 gehörte die Grundherrschaft mit Schloss Schwante der Familie von Redern. Anstelle der Wasserburg entstand ab 1744 ein dreiflügliges barockes Herrenhaus. Mit über 45 Gütern wurden die späteren Grafen Redern die wohlhabendsten Großgrundbesitzer des Niederbarnims.
Am 1. Januar 1937 wurde die damalige Gemeinde Neu Schwante nach Schwante eingemeindet. Damals lag Schwante im Landkreis Osthavelland in der Provinz Brandenburg. Zu DDR-Zeiten gehörte die Gemeinde zum Kreis Oranienburg im Bezirk Potsdam. Dieser wurde nach der Wende zunächst in Landkreis Oranienburg umbenannt und fusionierte im Dezember 1993 mit dem Landkreis Gransee zum heutigen Landkreis Oberhavel. Am 31. Dezember 2001 wurden Schwante und drei weitere Gemeinden nach Oberkrämer eingemeindet.
Am 7. Oktober 1989 wurde im Pfarrhaus von Schwante die Sozialdemokratische Partei der DDR gegründet.

## Politik

### Wappen
| Wappen von Schwante | Blasonierung: „In Silber ein roter Schräglinkswellenbalken, belegt mit drei sechsstrahligen silbernen Sternen, begleitet oben und unten von je einem sitzenden grünen Frosch.“ |
| Wappen von Schwante | Wappenbegründung: Die beiden Frösche sollen an die Sage von den stummen Fröschen von Schwante erinnern. Mit dem Wellenbalken und den drei Sternen wird an das Wappen der Familie von Redern angeknüpft, da diese nachweislich vom 14. bis zum 19. Jahrhundert das Dorf Schwante grundherrschaftlich besaß. Das Redersche Familienwappen besteht aus einem roten Schild der mit einem silbernen Schrägrechtsbalken mit drei goldenen Sternen belegt ist. Die Wellenform des Balkens bezieht sich darauf, dass Schwante früher an einem See lag. Schließlich sollen die drei Sterne auch die drei Ortsteile von Schwante (Dorf Schwante, Siedlung Neu-Schwante mit früherem Vorwerk, Kuckswinkel sowie Sommerswalde) repräsentieren. Das Wappen wurde von Christian Gering aus Schönwalde-Dorf und Lynn Tabbert aus Vehlefanz gestaltet und am 6. Januar 1995 durch das Ministerium des Innern genehmigt. |

### Flagge
Die Flagge wurde von Christian Gering aus Schönwalde-Dorf und Lynn Tabbert aus Vehlefanz gestaltet und am 6. Januar 1995 durch das Ministerium des Innern genehmigt.
Die Flagge ist Grün – Weiß – Rot (1:1:1) gestreift (Querform: Streifen waagerecht verlaufend, Längsform: Streifen senkrecht verlaufend) und mittig mit dem Wappen belegt.

## Sehenswürdigkeiten

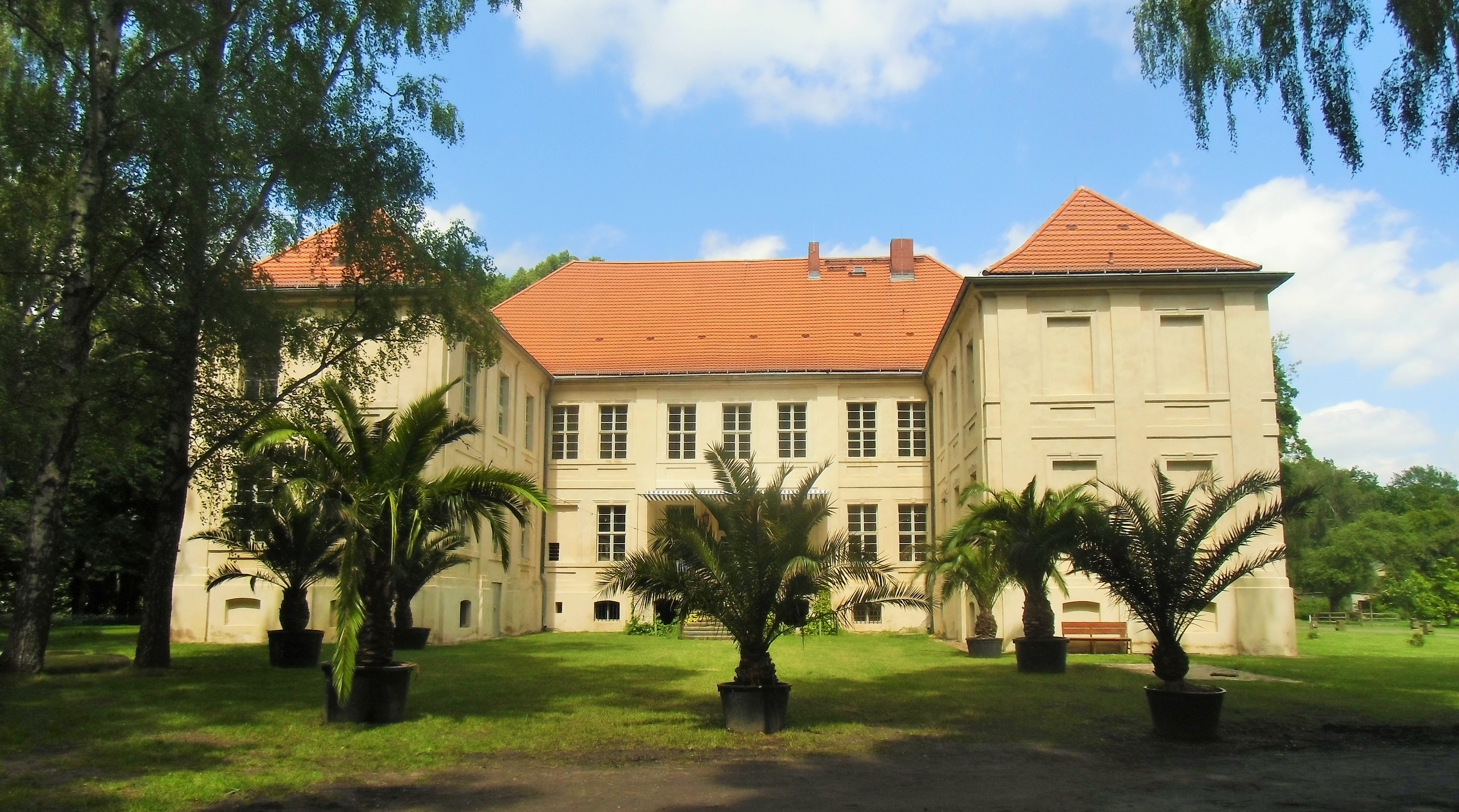
Schloss Schwante

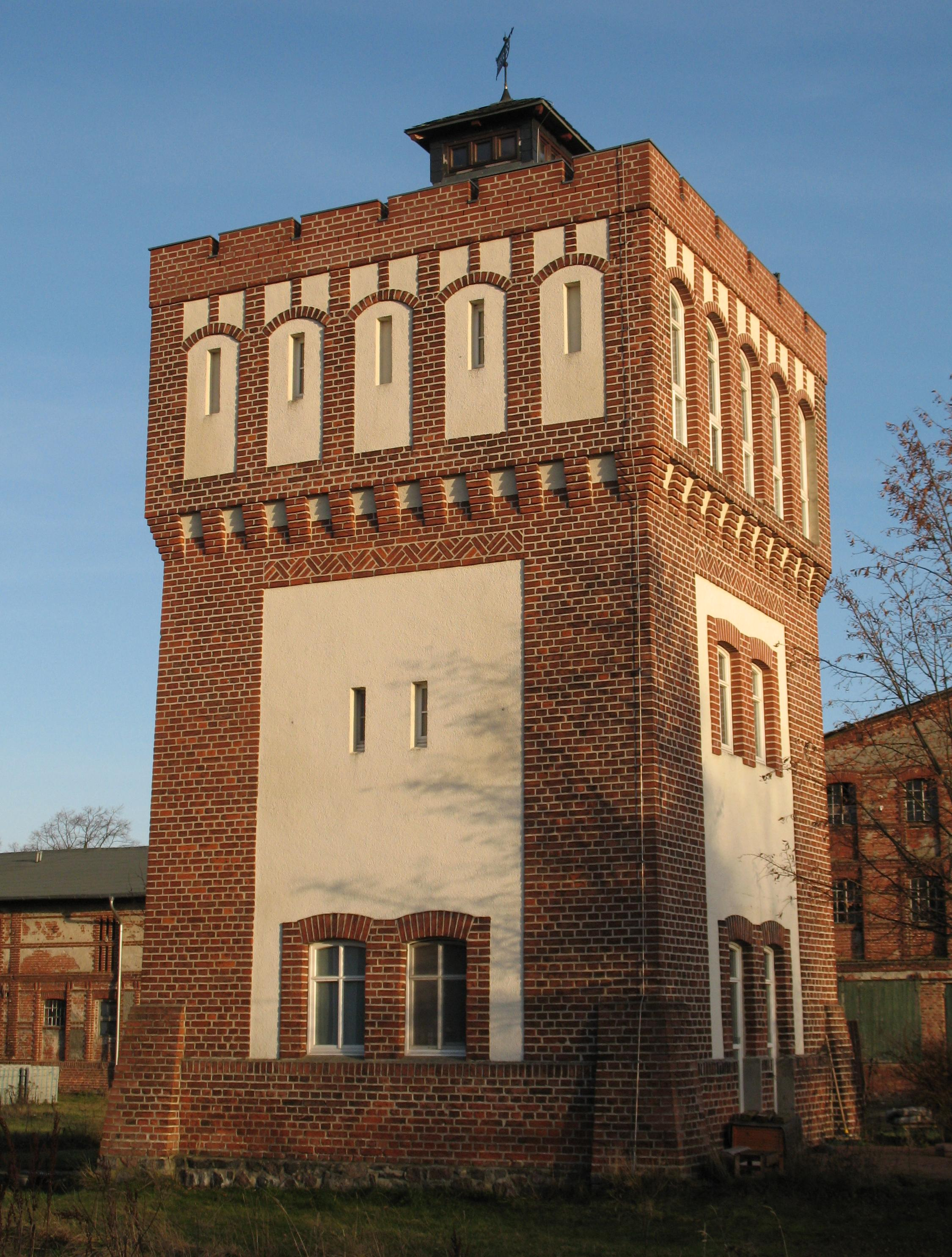
Wasserturm Schwante

In Schwante sowie im zum Ort gehörenden Sommerswalde sind in der Denkmalliste des Landes Brandenburg acht Baudenkmale verzeichnet:
- Die evangelische Dorfkirche Schwante wurde im Jahr 1780 unter der Leitung eines Chr. Ph. Leitner errichtet. Es handelt sich dabei um einen barocken Saalbau mit quadratischem Westturm. Der Turm ist reich gegliedert und verfügt über Haube und Spitzhelm. Im Inneren der Kirche befindet sich eine flache Putzdecke und eine Hufeisenempore mit hölzernen Säulen. Die Patronatsloge sowie der Kanzelaltar stammen aus der Bauzeit der Kirche.
- Das Schloss Schwante wurde ab 1741 in zweijähriger Bauzeit unter Auftrag eines Erasmus Wilhelm von Redern und dessen Frau Catharina Elisabeth als zweigeschossige Dreiflügelanlage mit Kolossalpilastergliederung unter Walmdächern errichtet. An der Stelle stand zuvor vermutlich bereits ein anderer Bau, da zwei Räume im Keller des Schlosses bereits aus dem 17. Jahrhundert stammen. Um 1900 wurde das Herrenhaus innen umgebaut, die Terrasse mit Freitreppe auf der Rückseite wurde 1928 angebaut. Seit 2020 beherbergt das Schloss ein Café und im Park einen Skulpturengarten.
  - Die Wirtschaftsgebäude des Herrenhauses wurden 1870 erbaut, nachdem diese nach außerhalb des Ortes verlegt wurden. Dabei handelt es sich um mehrere Sichtziegelbauten, die sich in Hufeisenform um den ebenfalls unter Denkmalschutz stehenden Wasserturm Schwante gruppieren. Zwischen 1903 und 1905 wurden diese Gebäude erneuert.[4]
- Stolpersteine als Teil eines europaweiten Projektes zur Erinnerung an das Schicksal von Menschen, die in der Zeit des Nationalsozialismus verfolgt, ermordet, deportiert, vertrieben oder in den Suizid getrieben wurden. In Schwante gibt es bisher einen Stolperstein, welcher an den Pfarrer Friedrich Rumpf erinnert.

Zu den Sehenswürdigkeiten zählen auch der Schaugarten Schwante und ein Gehege mit Wollschweinen.